# 욕심없는 여자
《욕심없는 여자》는 2010년 5월 12일에 발매된 강민주의 정규 음반이다.

## 수록곡
| #   | 제목                       | 작사   | 작곡                  | 재생 시간 |
| --- | -------------------------- | ------ | --------------------- | --------- |
| 1.  | 〈욕심없는 여자〉          | 이용구 | 한형석 (편곡: 이승수) | 3:27      |
| 2.  | 〈회룡포〉                 | 고경환 | 고경환 (편곡: 고경환) | 3:43      |
| 3.  | 〈사랑 하나 이별 둘〉      | 정은이 | 남국인 (편곡: 송태호) | 3:44      |
| 4.  | 〈사랑의 성〉              | 김정호 | 김정호 (편곡: 김정호) | 3:25      |
| 5.  | 〈사랑·기쁨·행복〉         | 정은이 | 남국인 (편곡: 송태호) | 2:59      |
| 6.  | 〈오작교〉                 | 정은이 | 남국인 (편곡: 송태호) | 3:47      |
| 7.  | 〈로맨스 사랑〉            | 정지현 | 박성훈 (편곡: 정경천) | 3:07      |
| 8.  | 〈톡톡 쏘는 남자〉         | 김상길 | 박성훈 (편곡: 정경천) | 3:37      |
| 9.  | 〈애련〉                   | 김정호 | 김정호 (편곡: 박광민) | 4:11      |
| 10. | 〈욕심없는 여자 (MR)〉     | 이용구 | 한형석 (편곡: 이승수) | 3:27      |
| 11. | 〈회룡포 (MR)〉            | 고경환 | 고경환 (편곡: 고경환) | 3:43      |
| 12. | 〈로맨스 사랑 (MR)〉       | 정지현 | 박성훈 (편곡: 정경천) | 3:07      |
| 13. | 〈톡톡 쏘는 남자 (MR)〉    | 김상길 | 박성훈 (편곡: 정경천) | 3:37      |
| 14. | 〈사랑 하나 이별 둘 (MR)〉 | 정은이 | 남국인 (편곡: 송태호) | 3:44      |